# Molophilus (Molophilus) reductus
Molophilus (Molophilus) reductus is een tweevleugelige uit de familie steltmuggen (Limoniidae). De soort komt voor in het Australaziatisch gebied.